# Hans Niels Jahnke
Hans Niels Jahnke (né le 26 juillet 1948 à Wuppertal) est un historien et didacticien des mathématiques allemand. 

## Formation et carrière
Il est le fils de Walter Jahnke (de) et il est scolarisé au lycée Carl Duisberg à Wuppertal-Oberbarmen, où il a pour camarades de classe Albrecht Dümling (de) et Heinz Finger (de). À partir de 1966, Jahnke étudie la physique, les mathématiques et la philosophie à l'université Eberhard Karl de Tübingen et à l'université libre de Berlin, où il obtient son diplôme en 1973. En 1979, il obtient  son doctorat (après deux ans de service communautaire) en didactique des mathématiques à l'université de Bielefeld. Là, il est alors conseiller universitaire puis conseiller principal. En 2000, il a été habilité en didactique des mathématiques et y est professeur agrégé depuis 1995. Depuis 2000, il est professeur de didactique des mathématiques à l'université de Duisbourg et Essen .

## Travaux
Jahnke a traité de l'histoire de l'analyse (il est l'éditeur d'un ouvrage de référence sur ce sujet) et en particulier de l' analyse dite algébrique (avec la figure centrale Leonhard Euler, en Allemagne l'école d' analyse combinatoire de Carl Friedrich Hindenburg et d'autres), les mathématiques parmi les romantiques et l'application de l'histoire des mathématiques à la didactique des mathématiques, le développement du concept de nombre, les preuves dans l'enseignement des mathématiques. 
Il est co-éditeur depuis 1990 et rédacteur en chef des rapports du semestre mathématique (Mathematischen Semesterberichte) de 2001 à 2005. De 1995 à 2001, il a été rédacteur en chef du Journal for Mathematics Didactics. Il est co-éditeur de Historia Mathematica depuis 2006. 
Il est conférencier invité au Congrès international des mathématiciens en 2002 à Pékin.

## Publications
- Editeur: Geschichte der Analysis. Spektrum Verlag, 1999. Aussi en traduction anglaise History of Analysis. 
  - (en) Hans Niels Jahnke, « Die algebraische Analysis des 18. Jahrhunderts », dans Hans Niels Jahnke, A History of Analysis, AMS, 2003 (ISBN 978-0-8218-2623-2, lire en ligne).
- Mathematik und Bildung in der Humboldtschen Reform, Vandenhoeck et Ruprecht, 1990.
- Rédacteur en chef avec N. Knoche, M. Otte: History of Mathematics and Education – Ideas and Experiences. Vandenhoeck et Ruprecht, 1996.
- Rédacteur avec M. Otte: Epistemological and Social Problems of Science in the early 19. Century. Reidel, Dordrecht, 1981.
- Hilbert, Weyl und die Philosophie der Mathematik. Math. Rapports semestriels vol. 37, 1990, p. 157.
- Éditeur avec G. Hanna, H. Pulte: Explanation and Proof in Mathematics. Philosophical and Educational Perspectives, Springer Verlag 2010.
- Nombres absurdi infra nihil. Die negativen Zahlen.., mathematik lehren, numéro 121, décembre 2003, pp. 21-22, 36-40.
- Zum Verhältnis von Wissensentwicklung und Begründung in der Mathematik - Beweisen als didaktisches Problem,  Materialien und Studien des IDM, vol. 10, Bielefeld 1978.
- The Relevance of Philosophy and History of Science and Mathematics for Mathematical Education, dans: M. Zweng (éd. ): Actes du quatrième congrès international sur l'enseignement des mathématiques, Boston 1983, 444-447.
- Algebraische Analysis, dans: Detlef Spalt (de) (éd. ), Rechnen mit dem Unendlichen, Springer 1990, p. 103–122.